# Judo aux Jeux africains de 2011
Navigation
Édition précédente Édition suivante
Les compétitions de judo  aux Jeux africains de 2011 ont lieu du 4 au 6 septembre 2011, à Maputo (Mozambique).

## Tableau des médailles
| Rang  | Nation                           | Or | Argent | Bronze | Total |
| ----- | -------------------------------- | -- | ------ | ------ | ----- |
| 1     | Tunisie                          | 6  | 0      | 1      | 7     |
| 2     | Algérie                          | 4  | 3      | 5      | 12    |
| 3     | Égypte                           | 2  | 2      | 1      | 5     |
| 4     | Cameroun                         | 1  | 2      | 5      | 8     |
| 5     | Burkina Faso                     | 1  | 0      | 0      | 1     |
| 6     | Nigeria                          | 0  | 2      | 5      | 7     |
| 7     | Angola                           | 0  | 2      | 1      | 3     |
| 8     | Sénégal                          | 0  | 1      | 3      | 4     |
| 9     | Gabon                            | 0  | 1      | 1      | 2     |
| 10    | Afrique du Sud                   | 0  | 1      | 1      | 2     |
| 11    | République démocratique du Congo | 0  | 0      | 1      | 1     |
| 12    | Côte d'Ivoire                    | 0  | 0      | 1      | 1     |
| 12    | Zambie                           | 0  | 0      | 1      | 1     |
| 14    | Madagascar                       | 0  | 0      | 1      | 1     |
| 15    | Libye                            | 0  | 0      | 1      | 1     |
| 16    | Maurice                          | 0  | 0      | 0      | 0     |
| 17    | Mozambique                       | 0  | 0      | 0      | 0     |
| 18    | Kenya                            | 0  | 0      | 0      | 0     |
| 19    | Mali                             | 0  | 0      | 0      | 0     |
| 19    | Tanzanie                         | 0  | 0      | 0      | 0     |
| 21    | Tchad                            | 0  | 0      | 0      | 0     |
| Total | Total                            | 14 | 14     | 28     | 56    |

## Podiums

### Femmes
| Épreuves                          | Or                          | Argent                     | Bronze                                                |
| --------------------------------- | --------------------------- | -------------------------- | ----------------------------------------------------- |
| Moins de 48 kg poids super-légers | Amani Khalfaoui Tunisie     | Sandrine Ilendou Gabon     | Sabrina Saidi Algérie Franka Audu Nigeria             |
| Moins de 52 kg poids mi-légers    | Soraya Haddad Algérie       | Ngandeu Weyinjam Cameroun  | Esther Sando Zambie Victoria Agbodobiri Nigeria       |
| Moins de 57 kg poids légers       | Nesria Jelassi Tunisie      | Hortense Diédhiou Sénégal  | Grace Deutcho Cameroun Raisa Lebomie Gabon            |
| Moins de 63 kg poids mi-moyens    | Séverine Nebie Burkina Faso | Esther Augustine Nigeria   | Kahina Saidi Algérie Fary Seye Sénégal                |
| Moins de 70 kg poids moyens       | Houda Miled Tunisie         | Antónia Moreira Angola     | Winifred Gofit Nigeria Félicité Mbala Cameroun        |
| Moins de 78 kg poids mi-lourds    | Hana Mergheni Tunisie       | Honorine Mafeguim Cameroun | Georgette Sagna Sénégal Amina Temmar Algérie          |
| Plus de 78 kg poids lourds        | Nihel Cheikhrouhou Tunisie  | Sonia Asselah Algérie      | Monica Sagna Sénégal Dechantal Fokou Ntolack Cameroun |

### Hommes
| Épreuves                          | Or                            | Argent                        | Bronze                                                                  |
| --------------------------------- | ----------------------------- | ----------------------------- | ----------------------------------------------------------------------- |
| Moins de 60 kg poids super-légers | Lyès Saker Algérie            | Eniafe Solomon Nigeria        | Mohamed Elhadi Elkawisah Libye Nayr Garcia Pedro Angola                 |
| Moins de 66 kg poids mi-légers    | Ahmed Awad Égypte             | Youcef Nouari Algérie         | Siyabulela Mabulu Afrique du Sud Houcem Khalfaoui Tunisie               |
| Moins de 73 kg poids légers       | Larbi Grini Algérie           | Gideon Van Zyl Afrique du Sud | Hussein Hafiz Égypte Nsa Bassey-Ika Nigeria                             |
| Moins de 81 kg poids mi-moyens    | Abderrahmane Benamadi Algérie | Angelo António Angola         | Jude Solomon Nigeria Fetra Ratsimiziva Madagascar                       |
| Moins de 90 kg poids moyens       | Hisham Mesbah Égypte          | Lyès Bouyacoub Algérie        | Dieudonné Dolassem Cameroun Kinapeya Roméo Kone Côte d'Ivoire           |
| Moins de 100 kg poids mi-lourds   | Frank Ewane Moussima Cameroun | Ramadan Darwish Égypte        | Kambere Shabani République démocratique du Congo Yacine Meskine Algérie |
| Plus de 100 kg poids lourds       | Fayçal Jaballah Tunisie       | Islam El Shehaby Égypte       | Joseph Bebeze Cameroun Bilal Zouani Algérie                             |